# Tomosvaryella itoi
Tomosvaryella itoi är en tvåvingeart som först beskrevs av Koizumi 1960.  Tomosvaryella itoi ingår i släktet Tomosvaryella och familjen ögonflugor. Inga underarter finns listade i Catalogue of Life.